# Бух-ам-Ірхель
Бух-ам-Ірхель (нім. Buch am Irchel) — громада  в Швейцарії в кантоні Цюрих, округ Андельфінген.

## Географія
Громада розташована на відстані близько 115 км на північний схід від Берна, 21 км на північ від Цюриха.
Бух-ам-Ірхель має площу 10,2 км², з яких на 6,9% дозволяється будівництво (житлове та будівництво доріг), 55,1% використовуються в сільськогосподарських цілях, 38% зайнято лісами, 0% не є продуктивними (річки, льодовики або гори).

## Демографія
2019 року в громаді мешкало 979 осіб (+12,8% порівняно з 2010 роком), іноземців було 7,3%. Густота населення становила 96 осіб/км².
За віковим діапазоном населення розподілялося таким чином: 24,6% — особи молодші 20 років, 60,1% — особи у віці 20—64 років, 15,3% — особи у віці 65 років та старші. Було 387 помешкань (у середньому 2,5 особи в помешканні).
Із загальної кількості 200 працюючих 72 було зайнятих в первинному секторі, 38 — в обробній промисловості, 90 — в галузі послуг.